# (3378) Susanvictoria
(3378) Susanvictoria (A922 WB) – planetoida z pasa głównego asteroid okrążająca Słońce w ciągu 3,53 lat w średniej odległości 2,32 j.a. Odkrył ją George Van Biesbroeck 25 listopada 1922 roku.